# Rafaela Lasheras
Rafaela Lasheras (Valencia, España, 8 de enero de 1888-Algete, España, 18 de enero de 1976) fue una actriz de teatro española.
Fue reconocida por ser esposa del también actor de teatro Rafael Ramírez, Trabajo en el Teatro Español, Murió el 18 de enero de 1976, 10 días después de haber cumplido 88 años.